# Angela Bismarchi
Angela Bismarchi (ur. 5 listopada 1966 w Rio de Janeiro) – była brazylijska aktorka, modelka i tancerka, obecnie teolog i pisarka. Stała się znana jako „królowa plastiku”, dzięki wielu operacjom plastycznym.

## Życiorys
Ma syna z pierwszego małżeństwa, gdy mieszkała na przedmieściach Rio de Janeiro. W 2000 roku wzięła udział w pierwszym pokazie mody, gdy wystąpiła z nagim ciałem pomalowanym w barwach brazylijskiej flagi. Następnie została aresztowana przez policję federalną. Pozowała nago na okładkę magazynu „Sexy”, oraz dla innych magazynów.
W 2002 roku na podwórku swojej rezydencji w Rio de Janeiro został zamordowany 55-letni mąż Angeli – Ox Bismarchi. Ox był chirurgiem plastycznym i od 1999 roku pomógł “wyrzeźbić” ciało swojej żony na stole operacyjnym. Od 2004 roku jest żoną Wagnera de Moraesa, który także jest chirurgiem plastycznym.
W 2008 roku wystąpiła w brazylijskiej komedii – A Guerra dos Rocha (Wojna o Skały) jako Flavia. W tym samym czasie ukończyła projektowanie mody na uczelni wyższej. W 2011 roku wydała album „Clima de Rodeio”, a w 2013 roku singiel we współpracy z MC Flokynha, pt. „Take Mom's Eye”.
Stała się znana jako Królowa Bębnów w kilku szkołach samby, gdzie przez wiele lat występowała podczas karnawałów w Rio de Janeiro i São Paulo. W 2015 roku zaliczyła swój ostatni występ ze szkołą Império Serrano.
W 2011 roku wydała książkę „Os Dez Mandamentos do Amor no Monte de Vênus” (Dziesięć Przykazań Miłości na Górze Wenus), w której opowiada o swoich doświadczeniach seksualnych z mężem Wagnerem, oraz udziela wskazówek na temat seksu i związków.
W 2012 roku wzięła udział w piątej edycji brazylijskiego reality show „A Fazenda”. W tym samym roku przeżyła osobisty dramat, kiedy jej siostra, funkcjonariuszka policji federalnej została postrzelona przez byłego męża, następnie zmarła.
W 2014 roku otworzyła sklep z odzieżą damską w São Gonçalo.

### Nawrócenie
W 2016 roku nawróciła się na ewangelikalizm, a rok później została ochrzczona przez zanurzenie razem ze swoim mężem Wagnerem. W programie telewizyjnym Rede TV Fama, wyznała, że Ewangelia przemieniła jej osobowość i wstydzi się życia, które prowadziła. Do nawrócenia doprowadziły tragiczne wydarzenia w jej życiu.
W 2018 roku ukończyła studia teologiczne i w 2021 roku zrobiła doktorat z teologii, który jednak nie jest uznawany przez Ministerstwo Edukacji i Kultury. Jest stałym członkiem Kościoła baptystów w Niterói i skupia się na działalności ewangelizacyjnej.